# CMB Cold Spot

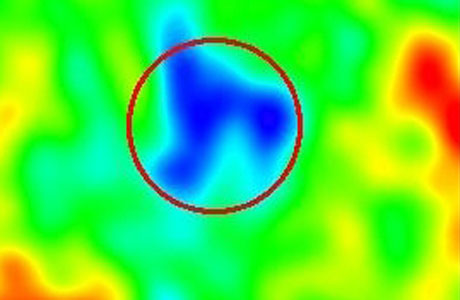
Der Cold Spot in den Daten der WMAP-Sonde

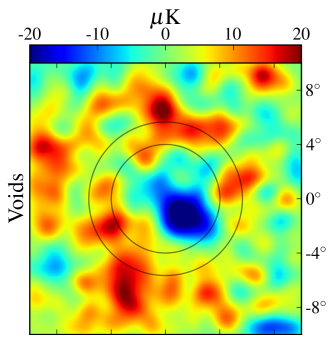
Korrelation zwischen dem Supervoid und der Temperatur der Hintergrundstrahlung

Der CMB Cold Spot oder WMAP Cold Spot, auch Eridanus Supervoid, ist eine Region des Himmels im Sternbild Eridanus, in der die kosmische Mikrowellen-Hintergrundstrahlung (CMB) gegenüber dem Mittel eine ungewöhnlich ausgedehnte und ungewöhnlich große Abweichung aufweist: die „kalte Stelle“ ist ungefähr 70 µK kälter als der Durchschnitt der CMB-Temperatur (ca. 2,7 K), wobei der quadratische Mittelwert von typischen Temperaturschwankungen nur 18 µK beträgt.
Eine mögliche Erklärung für die kalte Stelle ist ein riesiger Leerraum (ein sogenannter Supervoid) zwischen ihr und der Erde. Die Strahlung, die durch die materiereicheren Regionen neben diesem Leerraum die Erde erreicht, hat durch den integrierten Sachs-Wolfe-Effekt eine höhere Energie als diejenige, die durch den Supervoid gegangen ist. Daher erscheint diese Region kühler.